# 백인제
백인제(白麟濟, 1899년 1월 28일 ~ 1950년 ?월 ?일)는 한국의 외과의사이며, 백병원의 설립자이다. 평안북도 정주군(定州郡) 출신이다. 1946년 12월, 한국 최초의 민립공익법인인 재단법인 백병원을 설립하였다. 이후 재단법인 백병원은 서울백병원과 부산백병원을 모체로 하는 학교법인 인제학원(1979.1.12. 문교부 정식허가. 설립자 대표 백낙조)으로 새롭게 태어났으며, 아울러 백중앙의료원이 탄생하였다. 백붕제의 형이며, 아들로는 백낙조, 백낙훤이 있고, 조카로는 백낙환, 백낙청이 있다.

## 생애
평안북도 정주군 부호(鳧湖) 출신이다. 관서지방 최고의 명문가인 백경한, 백경해 집안의 증손으로 아버지 백희행은 오산학교 초대 교장인 백이행(白彛行)과 사촌간이다. 고조부 백경해(白慶楷)는 한성부 좌윤(오늘날의 서울시 부시장에 해당)을, 증조부 백종걸白宗杰은 병조참의와 우승지를 지냈다. 이처럼 백인제의 가문은 전통적인 문신 학자 자손이었다. 백인제는 1912년 평안북도 정주의 오산학교에 입학하여 1915년 3월에 졸업했다. 재학 4년 동안 수석 자리를 단 한 번도 놓치지 않았다.
백인제는 1916년 관립 의학교육 기관인 경성의학전문학교에 입학하여 3년 동안 단 한 번도 수석을 놓치지 않았다. 재학 중, 학교 당국의 민족차별과 일부 일본인 교수와 학생들의 오만함에, 더 나아가 식민지라는 현실에 울분을 느낄 수밖에 없었다. 그래서 3학년 학기 말에 발생한 3․1운동에 적극 참여했다. 백인제는 1919년 3월 1일 서울 중심가 시위 때 경찰에 체포되어 10개월 동안 감옥살이를 겪었다. 그리고 경성의학전문학교에서 퇴학을 당하고 말았다. 조선총독부와 경성의학전문학교의 유화조치에 힘입어 1920년 4월에 4학년으로 복학했다. 그러고는 1921년 3월 전 학년 수석으로 경성의학전문학교를 졸업했다. 그러나 수석 졸업에도 불구하고 3․1운동에 가담했다는 이유로 졸업과 동시에 자동 부여되는 의사면허증을 받지 못했다. 백인제는 총독부의원에서 2년을 부수로 근무하고 나면 의사면허를 내주겠다는 제안을 받았다. 조선총독부의 기만책이었다.
백인제는 총독부의원 외과에 입국했지만 의사면허가 없는 탓에 의사 역할을 제대로 할 수 없었다. 어쩔 수 없이, 백인제는 의사라면 누구나 하기 싫어하는 마취 일을 전담할 수밖에 없었다. 그런데 마취 전문의가 없던 시절의 마취는 외과의사에게 무척 중요한 일이었기 때문에 이는 백인제에게 전화위복이 되었다. 덕분에 백인제는 2년 동안 뛰어난 마취기술을 습득할 수 있었고, 훗날 외과의사로 대성할 수 있었던 데는 탁월한 마취 솜씨도 한 몫 단단히 했던 것이다. 백인제는 또 부수 생활 2년 동안 의학연구에 정진했으며, 그 결과, 기리하라(桐原眞) 교수와 공저로 학계 데뷔 논문인 셈인 「일선인(日鮮人) 간에 있어서 혈액속별(血液屬別) 백분율의 차이 및 혈액속별 특유성의 유전에 대하여」라는 논문을 『조선의학호 잡지』제 40호(1922년 12월)에 발표했다. 이 논문은 학문적 가치가 우수할 뿐만 아니라 일본인 교수들로부터 인정을 받는 또 하나의 계기가 되었다.
마침내 백인제는 1923년 5월 의사면허증을 받았다. 다음 달에는 조선총독부 의원에 임명되어 온전한 의사의 자격으로 외과에서 근무하게 되었다. 이후 4년 동안 「실험적 구루병(佝僂病)의 연구」등 4편의 논문을 발표했는데, 그 수준이 대단히 높다는 평가를 받았다. 1926년에는 일본인 의학 단체인 조선의학회로부터 장학금과 상장을 받았을 정도였다. 1927년에는 경성의학전문학교의 외과 강사로 발탁되었다.
백인제는 1928년 4월 도쿄제국대학에서 「실험적 구루병의 연구(전편): 실험적 흰쥐 구루병의 생성 및 그 일반적 재검색」라는 학위논문으로 의학박사 학위를 받았다. 백인제는 30세에 한국인으로는 세 번째로 도쿄제국대학의 의학박사가 된 것으로, 이 무렵만 해도 의학박사는 매우 희귀한 존재여서 일간신문이 이 사실을 크게 보도했을 정도였다. 백인제는 이어서 1928년 6월 1일자로 경성의학전문학교 외과학교실의 주임교수가 되었다. 당시에는 한국인 학생이 관립학교 입학시험에 합격하는 것도 대단한 일이었고 경성의학전문학교의 한국인 주임교수는 미생물학교실의 유일준 밖에 없었는데, 백인제는 하늘의 별따기나 다름없던 경성의학전문학교 외과학교실의 주임교수가 된 것이다.
1932년 총독부의 알선으로 6개월 동안 독일의학계를 시찰하고 귀국하였다가 1934년 다시 독일에 1년 간 유학하고 1936년 돌아왔다. 1935년에 조선의사협회가 조직되자 간사로 선임되었다. 1936년에 다시 1년 6개월간 프랑스·독일·미국에 유학하였으며, 1941년 경성의학전문학교 교수를 사임하고 백외과(白外科: 현재 인제대학교 부속 백병원)를 서울 저동에서 개업하였다. 1946년 12월 국립 서울대학교 창설과 함께 의과대학 외과 주임교수로 임명, 1947년 1월에 사임하였다. 또, 백인제는 1946년 대한외과학회 초대회장, 1947년 대한의학협회 상임이사, 1948년 11월 대한외과학회 제3대 회장을 지냈다. 1946년 한국 최초, 민립공익법인 '재단법인 백병원'을 설립하였다.
김구가 모스크바 3상회담에 반발, 강력한 반탁운동을 추진하자 12월 30일 결성된 신탁통치반대 국민총동원위원회 위원이 되었다. 1948년 3월 미 군정청 군정장관 윌리엄 F. 딘 소장으로부터 5·10 총선거를 관리하기 위한 중앙선거위원회 위원에 임명되었다. 1948년 5.10 총선 서울 중구에 출마했다가 낙선했다. 이후 대한외과학회 회장 등을 맡기도 했고, 수선사라는 출판사를 설립하여 김태도가 지은 서재필 자서전을 출간하기도 했다.
1945년 8월 15일 해방을 맞자 백인제는 민족과 나라를 위해 선각자다운 면모를 보인다. 그동안 병원을 하면서 모았던 재산을 모두 사회에 환원하기로 결심하고, 1946년 12월, 한국 최초의 민립공익법인인 재단법인 백병원을 설립하였다. 백인제는 6·25전쟁 중인 1950년 7월 19일 사복을 착용한 공산당 정보원 2명에게 체포되어 동생인 백붕제와 함께 납북되었다. 당시 백인제는 조선일보 감사역을 맡고 있었다. 이후 재단법인 백병원은 서울백병원과 부산백병원을 모체로 하는 학교법인 인제학원(1979.1.12. 문교부 정식허가. 설립자 대표 백낙조)으로 새롭게 태어났으며, 아울러 백중앙의료원이 탄생하였다. 초대 학교법인 인제학원 이사장에 백낙조 이사장, 백중앙의료원 원장에 백낙환 이사가 선임되었으며, 초대 학장에는 전종휘 박사가 취임하였다. 학교명칭은 인술로써 세상을 구제한다는 백병원의 창립이념인 인술제세(仁術濟世)의 仁字와 濟字를 따서 '仁濟醫科大學'으로 결정하였으며 이는 창립자의 함자인 인제(麟濟)와도 음(音)이 같다.

## 가족 관계
- 조부 : 백시증(白時增, 1844년 ~ 1917년)
- 조모 : 밀양 박씨(密陽朴氏), 박민주(朴敏柱)의 딸
  - 부 : 백희행(白禧行, 1869년 ~ 1954년)
  - 모 : 청주 한씨(淸州韓氏), 한응모(韓應模)의 딸
    - 형 : 백용제(白龍濟, 1887년 ~ 1909년)
    - 형 : 백봉제(白鳳濟, 1896년 ~ 1946년)
    - 부인 : 광주 이씨(廣州李氏, ? ~ ? )
      - 딸 : 백난영(白蘭英, 1917년 ~ 2015년)

    - 계실 : 최경진(1908년 ~ 2011년, 전주 최씨(全州崔氏)) 최건유(崔建柔)의 딸, 배화여고 교사
      - 딸 : 백향주(白香洲, 1931년 ~ ), 스탠퍼드대학교 식물학박사
      - 아들 : 백낙조(白樂晁, 1934년 ~ 2000년), 독일 본대학교 의학박사, 학교법인 인제학원 초대 이사장
      - 아들 : 백낙훤(白樂暄, 1938년 ~ ), 학교법인 인제학원 이사
      - 딸 : 백남주(白南洲, 1939년 ~ )
      - 딸 : 백향남
      - 딸 : 백금주

    - 동생 : 백붕제(白鵬濟, 1910년 ~ 1950년)
      - 조카 : 백낙환, 인제대학교 초대 총장
      - 조카 : 백낙청, 서울대 명예교수

## 백인제가 등장한 작품
- 강승원 - 2003년 《야인시대》SBS 드라마 ※ 추정 상태다.

## 역대 선거 결과
| 실시년도 | 선거  | 대수 | 직책     | 선거구    | 정당   | 득표수  | 득표율         | 순위 | 당락 | 비고 |
| -------- | ----- | ---- | -------- | --------- | ------ | ------- | -------------- | ---- | ---- | ---- |
| 1948년   | 총선  | 1대  | 국회의원 | 서울 중구 | 무소속 | 5,688표 | \| \| 8.69% \| | 3위  | 낙선 |      |
|          | 8.69% |      |          |           |        |         |                |      |      |      |

## 같이 보기
- 인제대학교 서울백병원
- 가회동 백인제 가옥